# Lichte smalpalpmot
De lichte smalpalpmot (Carpatolechia notatella) is een vlinder uit de familie tastermotten (Gelechiidae). De wetenschappelijke naam is voor het eerst geldig gepubliceerd in 1813 door Hübner.
De soort komt voor in Europa.